# Richard Hrotek
Richard Hrotek (* 15. srpna 1974) je český fotbalový trenér a bývalý obránce.

## Hráčská kariéra
Zdroje: 
V české lize hrál za FC Baník Ostrava, SK Hradec Králové a FK Jablonec. V nejvyšší soutěži ČR nastoupil ve 139 ligových utkáních a dal 11 gólů. V československé lize nastoupil k jedinému utkání za Baník Ostrava. V nižších soutěžích hrál za VTJ Kroměříž, FC LeRK Brno, MFK Frýdek-Místek, FK Baník Ratíškovice či TJ Slovan Bzenec. Na jaře 2000 hrál s druholigovými Ratíškovicemi pohárové finále.
První ligový start: 1992/93 (11. června 1993), Inter Bratislava – Baník Ostrava 2:1 (0:1)
První ligová branka (ve 21. startu): 2001/02 (28. července 2001), Jablonec – Hradec Králové 5:1 (1:0), úvodní gól utkání
Hattrick (v 81. startu): 2003/04 (4. dubna 2004), Jablonec – České Budějovice 3:2 (1:1)
Poslední ligová branka (ve 113. startu): 2004/05 (22. května 2005), Jablonec – Sparta Praha 3:0 (1:0)
Poslední ligový start: 2006/07 (30. července 2006), Jablonec – Most 2:2 (1:1)

### Prvoligová bilance
| Ročník                                   | Zápasy | Góly | Klub              |
| ---------------------------------------- | ------ | ---- | ----------------- |
| 1. československá fotbalová liga 1992/93 | 1      | 0    | FC Baník Ostrava  |
| 1. česká fotbalová liga 1994/95          | 6      | 0    | SK Hradec Králové |
| 1. česká fotbalová liga 1995/96          | 6      | 0    | FC Baník Ostrava  |
| 1. česká fotbalová liga 1996/97          | 7      | 0    | FC Baník Ostrava  |
| Gambrinus liga 2001/02                   | 21     | 2    | FK Jablonec       |
| Gambrinus liga 2002/03                   | 17     | 1    | FK Jablonec       |
| Gambrinus liga 2003/04                   | 28     | 4    | FK Jablonec       |
| Gambrinus liga 2004/05                   | 29     | 4    | FK Jablonec       |
| Gambrinus liga 2005/06                   | 24     | 0    | FK Jablonec       |
| Gambrinus liga 2006/07                   | 1      | 0    | FK Jablonec       |
| CELKEM                                   | 140    | 11   |                   |

## Trenérská kariéra
Po skončení hráčské kariéry se stal trenérem. V sezoně 2016/17 dovedl mužstvo FC Veselí nad Moravou k vítězství v I. A třídě Jihomoravského kraje – sk. B a postupu do nejvyšší jihomoravské soutěže.